# Dylan Englebert
Dylan Englebert (20 april 2000) is een Belgisch hockeyer.

## Levensloop
Englebert is aangesloten bij  Royal Léopold HC.
Daarnaast is de middenvelder actief bij het Belgisch zaalhockeyteam. Met de Indoor Red Lions nam hij onder meer deel aan het Europees kampioenschap van 2022 in Hamburg.